# Karl Majcen

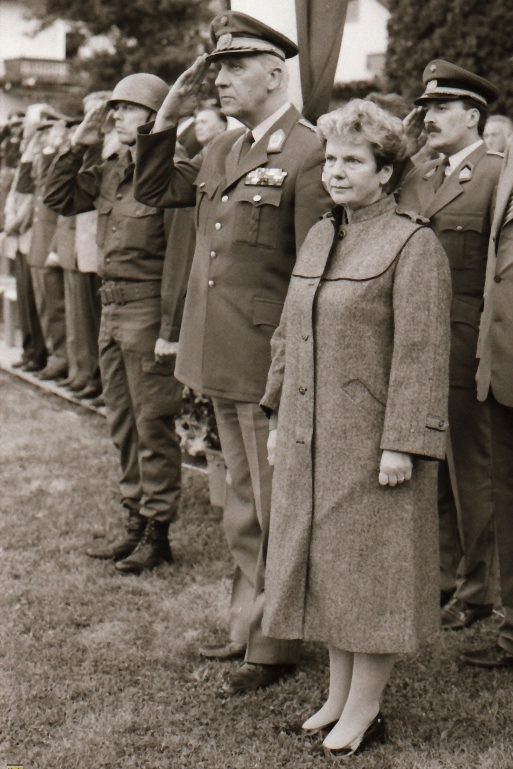
Karl Majcen mit Waltraud Klasnic bei einer Angelobung

Karl Majcen (* 8. Juni 1934 in Graz) ist ein ehemaliger österreichischer Berufsoffizier mit dem letzten Dienstgrad General. Er war von 1990 bis 1999 der siebente Generaltruppeninspektor des Österreichischen Bundesheeres in der Zweiten Republik.

## Biografie
Seine Matura absolvierte er 1952 und trat danach in die B-Gendarmerie ein, die Vorgängerorganisation des österreichischen Bundesheeres. Karl Majcen frequentierte die Offiziersausbildung an der Offiziersakademie in Enns und war danach Lehroffizier an der Theresianischen Militärakademie und Kompaniekommandant im Gardebataillon.
Nach der Teilnahme am Generalstabskurs folgten Verwendungen im Bundesministerium für Landesverteidigung. Ferner war er Kommandant des Heeresaufklärungsbataillons. 1982 erfolgte seine Versetzung nach Wien, wo er Militärkommandant des Militärkommandos Wien wurde. Das Amt des Generaltruppeninspektors übernahm er am 1. Oktober 1990 und übergab es nach rund neun Jahren am 20. Dezember 1999 an General Horst Pleiner. Er ist Senior-Konsulent bei der Organisation zur Unterstützung der Österreichisch-Chinesischen Wirtschaftsbeziehungen mit Sitz in Wien.
Majcen ist verheiratet und hat drei Kinder. Er selbst ist Ehrenmitglied im Österreichischen Heeressportverband (ÖHSV).

## Auszeichnungen (Auswahl)
- 1999: Großes Silbernes Ehrenzeichen mit dem Stern für Verdienste um die Republik Österreich[4]
- Ehrenritter des habsburgischen St.-Georgs-Orden[5]